# Покровське (сільське поселення Теряєвське)
Покровське (рос. Покровское) - село у Волоколамському районі Московської області Російської Федерації.
Муніципальне утворення — Волоколамський міський округ. У 2006-2019 роках органом місцевого самоврядування було сільське поселення Теряєвське. Населення становить 32 особи (2013).

## Історія
З 14 січня 1929 року входить до складу новоутвореної Московської області. Раніше належало до Волоколамського повіту Московської губернії. Належало до Волоколамського району до його ліквідації 9 червня 2019 року.
Сучасне адміністративне підпорядкування з 2019 року.

## Пам'ятки
У селі є Церква Покрови Пресвятої Богородиці.

## Населення
| 1852 | 1859 | 1886 | 1890 | 1899 | 1926 | 2002 |
| ---- | ---- | ---- | ---- | ---- | ---- | ---- |
| 374  | ↗479 | ↘377 | ↗471 | ↗509 | ↘370 | ↘28  |
| 2006 | 2010 |      |      |      |      |      |
| ↗38  | ↘32  |      |      |      |      |      |